# 馬潤民
馬潤民（？年—？年）。河北省唐縣人。民國37年（1948年）在河北婦女選區當選第一屆立法委員。

## 生平
- 民國35年，教育部特設北平臨時大學補習班第八分班考核股股長[1]
- 民國37年，當選立法委員，曾出席第一屆立法院第一會期內政及地方自治委員會、教育文化委員會、社會委員會
- 解放軍進入北平後，曾參加華北人民革命大學學習，任北平西郊藍靛廠小學校長[2]